# Kuta Paya (Lembah Sabil)
Kuta Paya is een bestuurslaag in het regentschap Aceh Barat Daya van de provincie Atjeh, Indonesië. Kuta Paya telt 70 inwoners (volkstelling 2010).